# Alció sagrat
L'alció sagrat (Todiramphus sanctus) és una espècie d'ocell de la família dels alcedínids (Alcedinidae) que habita zones amb arbres a prop de l'aigua, llacs, rius, manglars, costa i ciutats d'Austràlia, Tasmània, Nova Zelanda i les illes Norfolk, Lord Howe, Fiji, Loyauté, Salomó, Kermadec i Futuna.